# Kawamae Rikiya
Rikiya Kawamae (sinh ngày 20 tháng 8 năm 1971) là một cầu thủ bóng đá người Nhật Bản.

## Sự nghiệp câu lạc bộ
Rikiya Kawamae đã từng chơi cho Cerezo Osaka, Sagan Tosu, Mito HollyHock và ALO's Hokuriku.